# Balla Kálmán (költő)
Balla Kálmán (Pozsony, 1954. február 16.) költő, szerkesztő, műfordító.

## Élete
1973-ban érettségizett a Pozsonyi Magyar Gimnáziumban. 1978-ban szerzett magyar–angol szakos tanári oklevelet az Eötvös Loránd Tudományegyetemen. 1978–1987 között a Madách Könyv- és Lapkiadó, 1987–1989 között az Irodalmi Szemle, 1989 decemberétől a Nap szerkesztője, majd főszerkesztője, illetve a Nap Kiadó igazgatója. 1993-ban Magyarországra települt.
Vladimír Holan, Rudolf Fabry, Vojtech Kondrót verseit, valamint Stanislav Šmatlák, Julius Fučík, Ján Števček és Václav Havel írásait fordította. Több kötet és antológia szerkesztője, többek között az Új Mindenes Gyűjtemény 3-4., a Próbaút (1986), a Tűzpalota (1990, Karsay Katalinnal). 1979-ben a Hétben megjelent írásával (Van-e költészetünk. Hét 1979/37) élénk irodalmi vitát gerjesztett, melyet 1980-ban zárt le a szerkesztőség.

## Elismerései
- 1988 Madách Imre-díj

## Művei
- 1978 Betűvetés
- 1979 Mi újság az irodalomkutatásban. „Transzgresszív elemzések”. Irodalmi Szemle 1979/5
- 1983 A remények könyve. Grendel Lajos: Galeri. Irodalmi Szemle 1983/8
- 1988 Életírásjelek